# Sonja Morgenstern
Pour les articles homonymes, voir Morgenstern.
Sonja Morgenstern, née le 22 janvier 1955 à Frankenberg (Saxe), est une patineuse artistique est-allemande. Elle était entraînée par Jutta Müller à Karl-Marx-Stadt et concourait pour la République démocratique allemande.

## Biographie

### Carrière sportive
En 1966, elle remporta les Spartakiades en patinage artistique. Deux ans plus tard, elle prenait part aux Jeux olympiques. Son plus grand succès a été sa médaille de bronze aux championnats d'Europe de 1972. La même année, elle se classa sixième aux Jeux olympiques.
Sonja Morgenstern arrêta la compétition en 1973 déjà, à cause de blessures. Jusqu'alors, elle était la grande rivale de la Berlinoise Christine Errath.

### Reconversion
Elle devient entraîneur de patinage artistique. Elle entraîne notamment Ronny Winkler.

## Palmarès
| Compétition                        | 1968    | 1969    | 1970    | 1971    | 1972    | 1973    |  |  |  |  |  |  |  |  |
| Jeux olympiques d'hiver            | 28e     |         |         |         | 6e      |         |  |  |  |  |  |  |  |  |
| Championnats du monde              | 20e     | A       | 11e     | 6e      | 5e      | 8e      |  |  |  |  |  |  |  |  |
| Championnats d'Europe              | 17e     | 12e     | 9e      | 4e      | 3e      | F       |  |  |  |  |  |  |  |  |
| Championnats d'Allemagne de l'Est  |         | 2e      | 2e      | 1re     | 1re     | 1re     |  |  |  |  |  |  |  |  |
|                                    |         |         |         |         |         |         |  |  |  |  |  |  |  |  |
| Autre Compétition                  | 1967/68 | 1968/69 | 1969/70 | 1970/71 | 1971/72 | 1972/73 |  |  |  |  |  |  |  |  |
| Trophée Richmond                   | 18e     | 10e     | 6e      |         |         |         |  |  |  |  |  |  |  |  |
| Moscou Skate                       |         | 3e      |         |         |         |         |  |  |  |  |  |  |  |  |
| Légende : F= Forfait ; A = Abandon |         |         |         |         |         |         |  |  |  |  |  |  |  |  |